# Göteborgsvarvet
Le Göteborgsvarvet est une épreuve de semi-marathon annuelle se déroulant au mois de mai, à Göteborg, en Suède, depuis 1980. Il se revendique comme le plus grand semi-marathon du monde, avec un record de 64 000 participants à la course en 2016.

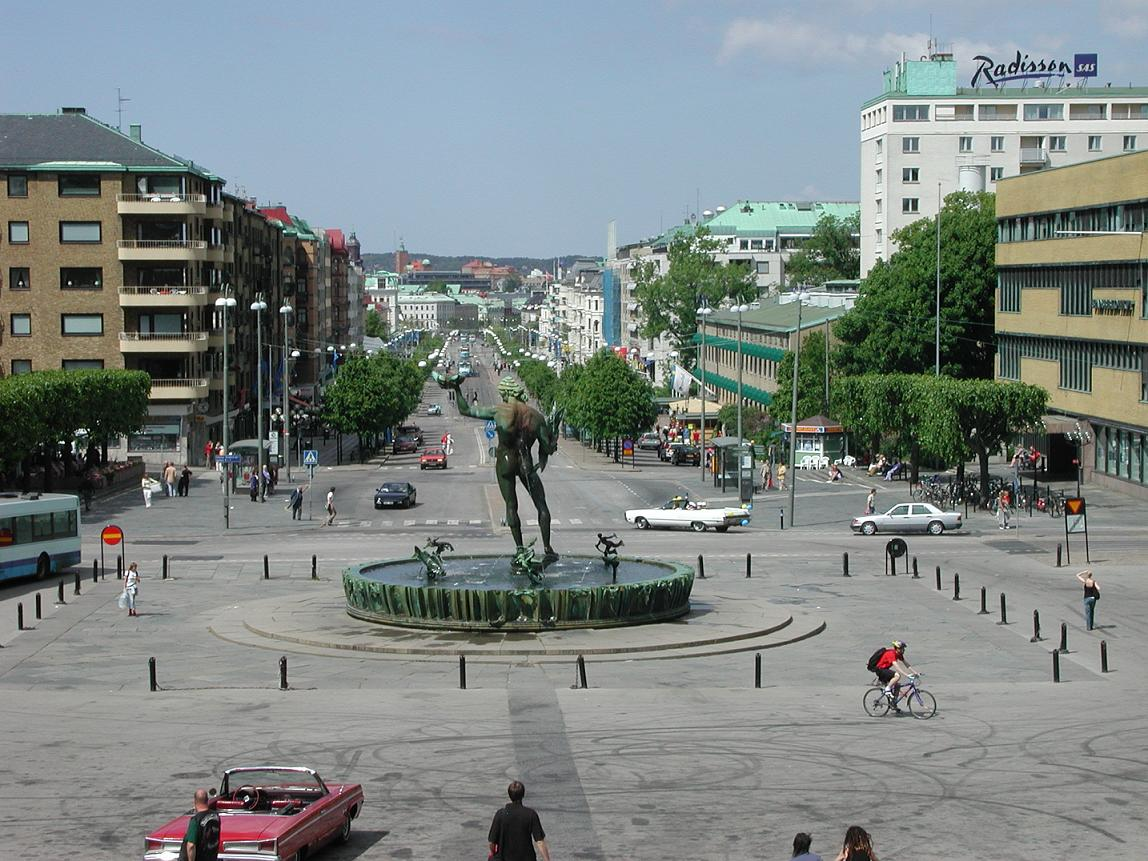
Götaplatsen, à Göteborg.

Le tracé de la course commence à l'extérieur de l'ancienne piste d'athlétisme Slottsskogsvallen, dans le parc Slottsskogen, et s'y termine. Il s'élance vers le nord en passant par le Pont d'Älvsborg, suit la rive nord jusqu'au fleuve Göta älv, revient par le pont Göta Älv, traverse le centre-ville via Kungsportsavenyn et le Götaplatsen, avant d'atteindre l'arrivée.

## Palmarès

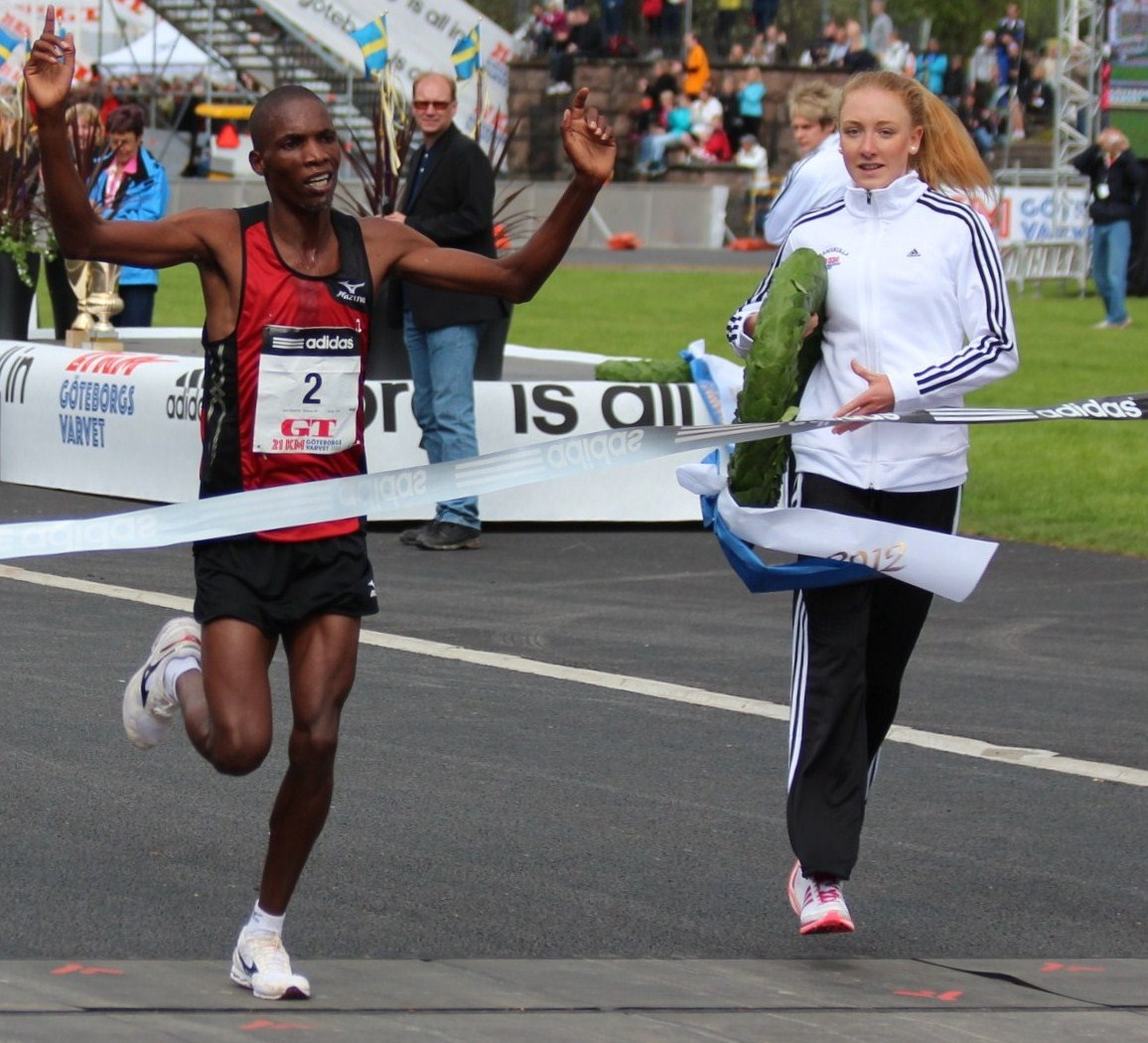
Victor Kipchirchir, vainqueur de l'édition 2012.

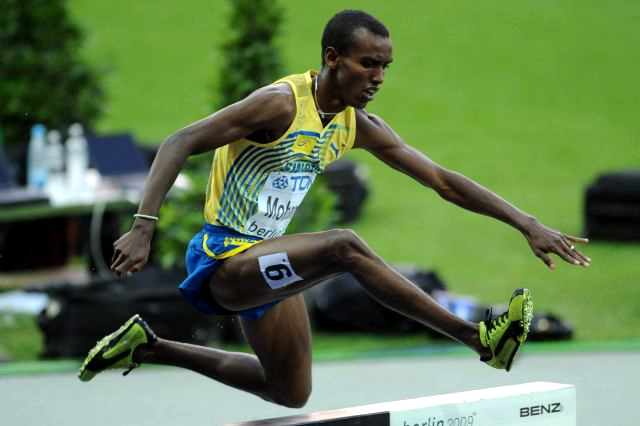
Le spécialiste du steeple Mustafa Mohamed a remporté deux fois la course.

Légende :
| Année | Vainqueur Hommes                            | Temps                                       | Vainqueur Femmes                            | Temps                                       |
| ----- | ------------------------------------------- | ------------------------------------------- | ------------------------------------------- | ------------------------------------------- |
| 1980  | Göran Högberg (SWE)                         | 1:06:17                                     | Midde Hamrin (SWE)                          | 1:15:50                                     |
| 1981  | Göran Högberg (SWE)                         | 1:05:44                                     | Evy Palm (SWE)                              | 1:17:47                                     |
| 1982  | Mats Erixon (SWE)                           | 1:02:54                                     | Grete Waitz (NOR)                           | 1:09:57                                     |
| 1983  | Tommy Persson (SWE)                         | 1:04:40                                     | Jeanette Nordgren (SWE)                     | 1:14:54                                     |
| 1984  | Mats Erixon (SWE)                           | 1:03:14                                     | Midde Hamrin (SWE)                          | 1:10:46                                     |
| 1985  | Mats Erixon (SWE)                           | 1:04:35                                     | Jeanette Nordgren (SWE)                     | 1:13:44                                     |
| 1986  | Mats Erixon (SWE)                           | 1:03:41                                     | Evy Palm (SWE)                              | 1:12:11                                     |
| 1987  | Mats Erixon (SWE)                           | 1:03:37                                     | Midde Hamrin (SWE)                          | 1:13:24                                     |
| 1988  | Håkan Börjesson (SWE)                       | 1:05:13                                     | Evy Palm (SWE)                              | 1:14:19                                     |
| 1989  | Francis Naali (TAN)                         | 1:03:35                                     | Elisabeth Johannesson (SWE)                 | 1:17:16                                     |
| 1990  | Francis Naali (TAN)                         | 1:01:54                                     | Midde Hamrin (SWE)                          | 1:12:45                                     |
| 1991  | Andrea Nade (KEN)                           | 1:04:38                                     | Ingrid Kristiansen (NOR)                    | 1:12:30                                     |
| 1992  | Onesmo Ludago (TAN)                         | 1:03:24                                     | Suzanne Rigg (GBR)                          | 1:13:26                                     |
| 1993  | Francis Naali (TAN)                         | 1:03:37                                     | Ritva Lemettinen (FIN)                      | 1:13:30                                     |
| 1994  | Onesmo Ludago (TAN)                         | 1:03:08                                     | Ritva Lemettinen (FIN)                      | 1:13:04                                     |
| 1995  | Richard Nerurkar (GBR)                      | 1:02:39                                     | Ritva Lemettinen (FIN)                      | 1:13:18                                     |
| 1996  | Wilson Musto (KEN)                          | 1:03:12                                     | Aniela Nikiel (POL)                         | 1:14:29                                     |
| 1997  | Martin Ojuku (KEN)                          | 1:01:44                                     | Joyce Chepchumba (KEN)                      | 1:09:50                                     |
| 1998  | Fred Ntabo (KEN)                            | 1:03:28                                     | Nadesjda Iljina (RUS)                       | 1:12:31                                     |
| 1999  | Rachid Aït Bensalem (MAR)                   | 1:02:18                                     | Nadesjda Iljina (RUS)                       | 1:11:47                                     |
| 2000  | Phaustin Baha (TAN)                         | 1:02:42                                     | Stine Larsen (NOR)                          | 1:09:28                                     |
| 2001  | Pavel Loskutov (EST)                        | 1:03:00                                     | Stine Larsen (NOR)                          | 1:11:07                                     |
| 2002  | Mustafa Mohamed (SWE)                       | 1:03:35                                     | Lena Gavelin (SWE)                          | 1:13:03                                     |
| 2003  | Benjamin Rotich (KEN)                       | 1:03:43                                     | Meriem Wangari (KEN)                        | 1:13:27                                     |
| 2004  | Mustafa Mohamed (SWE)                       | 1:04:03                                     | Leah Kiprono (KEN)                          | 1:18:06                                     |
| 2005  | Silas Sang (KEN)                            | 1:03:19                                     | Susan Kirui (KEN)                           | 1:12:34                                     |
| 2006  | Abdelkader El Mouaziz (MAR)                 | 1:02:14                                     | Helena Javornik (SVN)                       | 1:12:34                                     |
| 2007  | Sylvester Teimet (KEN)                      | 1:04:03                                     | Kirsten Otterbu (NOR)                       | 1:12:38                                     |
| 2008  | Sylvester Teimet (KEN)                      | 1:01:21                                     | Kirsten Otterbu (NOR)                       | 1:10:19                                     |
| 2009  | Nicholas Kamakya (KEN)                      | 1:01:55                                     | Ana Dulce Félix (POR)                       | 1:11:27                                     |
| 2010  | Sammy Kirui (KEN)                           | 1:01:10                                     | Amane Gobena (ETH)                          | 1:11:40                                     |
| 2011  | Albert Matebor (KEN)                        | 1:00:52                                     | Joyce Chepkirui (KEN)                       | 1:09:04                                     |
| 2012  | Victor Kipchirchir (KEN)                    | 1:00:25                                     | Hilda Kibet (NED)                           | 1:09:27                                     |
| 2013  | Jackson Kiprop (UGA)                        | 1:03:13                                     | Isabella Ochichi (KEN)                      | 1:11:29                                     |
| 2014  | Ghirmay Ghebreslassie (ERI)                 | 1:00:36                                     | Worknesh Degefa (ETH)                       | 1:10:12                                     |
| 2015  | Richard Mengich (KEN)                       | 1:00:44                                     | Worknesh Degefa (ETH)                       | 1:08:13                                     |
| 2016  | Richard Kiprop (nl) (KEN)                   | 0:59:35                                     | Violah Jepchumba (KEN)                      | 1:08:01                                     |
| 2017  | Geoffrey Yegon (KEN)                        | 1:00:19                                     | Fancy Chemutai (KEN)                        | 1:07:58                                     |
| 2018  | Shadrack Kimining (KEN)                     | 1:01:31                                     | Meseret Tola (ETH)                          | 1:09:06                                     |
| 2019  | Shadrack Kimining (KEN)                     | 1:00:38                                     | Tabitha Gichia (KEN)                        | 1:08:18                                     |
| 2020  | Annulé en raison de la pandémie de Covid-19 | Annulé en raison de la pandémie de Covid-19 | Annulé en raison de la pandémie de Covid-19 | Annulé en raison de la pandémie de Covid-19 |
| 2021  | Annulé en raison de la pandémie de Covid-19 | Annulé en raison de la pandémie de Covid-19 | Annulé en raison de la pandémie de Covid-19 | Annulé en raison de la pandémie de Covid-19 |
| 2022  | Amos Kipruto (KEN)                          | 1:00:50                                     | Tigist Assefa (ETH)                         | 1:08:20                                     |
| 2023  | Edmond Kipngetich (KEN)                     | 1:01:46                                     | Susan Chembai (KEN)                         | 1:10:40                                     |